# Marketing de conteúdo
Marketing de conteúdo é o processo de criar, publicar e promover conteúdos personalizados para seu cliente, esse é um método de marketing que se baseia na formação de um público fiel por meio da criação e compartilhamento de conteúdo. A definição mais utilizada em âmbito global é a de autoria do estadunidense Joe Pulizzi, fundador do Content Marketing Institute:
“Marketing de conteúdo é uma abordagem estratégica de marketing focada em criar e distribuir conteúdo valioso, relevante e consistente para atrair e reter um público-alvo claramente definido — e em última análise, conduzi-los a ações rentáveis como consumidores.”.
Joe Pulizzi conta que passou a usar a expressão Content Marketing (traduzido para a língua portuguesa como Marketing de Conteúdo) em 2001, quando trabalhava em uma grande empresa de mídia chamada Penton Media, com sede em Cleveland, nos EUA. Posteriormente, em 2007, fundou o Content Marketing Institute (CMI).
O conceito se baseia em gerar fidelização dos clientes e entregar informações valiosas de maneira consistente. O conteúdo é produzido pelas marcas visando aproximar-se do cliente e sanar as dúvidas/objeções e dicas ao longo do funil de vendas, mas sem intenção comercial direta, e sim educacional. Pode ser publicado em diferentes formatos tanto off-line (revistas impressas, eventos presenciais etc.) como on-line (vídeos, white papers, ebooks, posts, guias, artigos, webinars etc.). Não é focado exclusivamente em vendas, em compartilhamento de conteúdo relevante e útil.
Com tamanha abordagem, diversas agências se especializaram nesta vertente. Ao juntar diferentes profissionais, estas alcançam entregas completas e resultados eficazes em múltiplos formatos. Em agências de conteúdo pode-se encontrar fotógrafos, produtores, programadores, jornalistas, redatores e diretores de arte, quem em sua soma constroem pluralidade.

## Objetivos
O objetivo central é a formação de um público fiel. Uma marca utiliza todos os mecanismos para reunir pessoas interessadas, tornando-se referência para elas. Uma vez que essa plateia esteja consolidada — o que leva meses ou anos para acontecer —, a marca colhe os benefícios. Em um de seus livros, intitulado Epic Content Marketing, Joe Pulizzi lista os objetivos frequentes das empresas. São eles:
- Consciência da marca;
- Geração e nutrição de leads;
- Conversão em clientes;
- Serviço ao cliente;
- Fidelização e retenção do cliente;
- Upsell do cliente;
- Geração de defensores da marca.

Já Kotler, Kartajaya e Setiawan, no livro Marketing 4.0, dividem os objetivos do Marketing de Conteúdo em duas grandes categorias: a primeira ligada às vendas: geração de leads, vendas efetivas, cross-selling, up-selling e vendas por indicação de outros clientes”; e a segunda categoria reúne as metas relacionadas à marca: “consciência de marca, associação da marca e fidelidade/defesa da marca”.
O marketing de conteúdo é um dos grandes motores para atrair clientes de qualidade, frente ao marketing digital.

## Diferença entre marketing de conteúdo e inbound marketing
O marketing de conteúdo também é frequentemente confundido com inbound marketing, que também é conhecido por "marketing de atração" em português.
A diferença está no fato de que marketing de conteúdo tem o objetivo de oferecer um conteúdo relevante ao leitor, podendo gerar resultados financeiros ou não. O inbound marketing, por sua vez, não foca exclusivamente no conteúdo, mas em outros pontos como: geração de leads comerciais, e nutrição deles para no futuro, fechar uma venda. Portanto, o inbound marketing é a cabeça e o marketing de conteúdo é um de seus braços. O inbound também inclui em suas táticas elementos de SEO, mídias sociais, marketing de influência e outras formas de comunicação de marca.
Há diversos modelos para o processo de marketing de conteúdo. Um dos mais utilizados engloba cinco fases de implantação:
1. Definição de objetivos: nesta fase, são alinhados os objetivos específicos do conteúdo aos objetivos globais da empresa, muitas vezes definidos no planejamento estratégico.
2. Construção de personas,com especial atenção à identificação de necessidades e "pain points" dos potenciais clientes.
3. Produção de conteúdo relevante e útil, seguindo uma linha editorial definida pela marca. Empresas mais avançadas utilizam alguma forma de storytelling para definir os objetivos do conteúdo.
4. Táticas de distribuição de conteúdo por diversos canais on e off-line. É nesta etapa que se enquadra o inbound marketing.
5. Mensuração de resultados, com especial atenção ao retorno sobre investimento (ROI).

Já o processo do inbound marketing segue em linhas gerais os seguintes passos:
- Atrair - Produção de conteúdo em ebooks, artigos, infográficos, vídeos, palestras e atrair leitores por meio das ações de SEO, investimentos nos links patrocinados, divulgação em redes sociais e e-mails.
- Converter - Produção de conteúdo mais aprofundado para quem deixou contatos para receber os conteúdos (geração de leads). Envio de promoções por landing pages, contatos por e-mail.
- Vender: alinhamento do departamento de marketing e geração de conteúdos, contatos diretos para ofertas, promoções e vendas com os contatos obtidos e educados por meio dos conteúdos e relacionamentos.
- Analisar: logo após o processo de venda é importante monitorar a relação do comprador com a marca, nunca deixando de alimentar com conteúdo relevante para seguir cativando o usuário e gerar novos impulsos de venda.

Para os especialistas do marketing, o Marketing de Conteúdo "é o novo SEO e o coração do sucesso on-line". Ao produzir conteúdo, a empresa permite que as pessoas leiam ou assistam, compartilhem, tirem dúvidas e aprendam. Uma estratégia de conteúdo que gera resultados demanda uma série de fatores, como: conhecimento profundo das características, perfis, gostos e preferências do público-alvo; alinhamento com os objetivos de negócio; métricas bem definidas; diversidade de produtos, para contemplar mais possibilidades de aprendizado, via texto, imagem e som.
A diferença entre marketing de conteúdo e inbound marketing está essencialmente no mindset. Enquanto o primeiro tem como prioridade formar um público fiel, o outro se destina mais à formação de mailing.

## Marketing de conteúdo não é só atração de leads
As empresas perceberam que os usuários da internet se interessam primeiramente por conteúdos informativos a respeito de produtos e serviços antes de decidirem uma ação. Essa é o caminho adotado pelo novo conceito de marketing, oferecer conteúdos para depois angariar vendas.
Entretanto, buscadores como Google, Bing e Yahoo perceberam essa tendência dos usuários e não demorou muito para que as companhias priorizassem a qualidade dos conteúdos publicados pelos sites de todos os gêneros.
E a qualidade não fica só na produção do conteúdo em si, mas também tanto na adequação ao tipo e perfil do cliente que deve ser o foco da empresa, quanto no momento da compra em que aquele cliente se encontra (a conhecida jornada de compra). As empresas também perceberam que essa produção adequada ao momento da compra aumentava o fechamento em vendas, maximizando a receita. Portanto fica evidente a preocupação do mercado em ir além da busca por leads.
Diversos profissionais do marketing digital afirmam que SEO (Search Engine Optimization) ou Otimização de Sites será cada vez mais atrelado ao conteúdo e menos detalhes técnicos de uma página HTML.
Segundo Edgar Correa, da Conteúdo sob Demanda, "a ascensão deste tipo de marketing se deve a uma conjuntura de fatores que, enquanto independentes entre si, convergem para esta solução única de marketing".

## Estratégias de marketing de conteúdo
Para explicar o funcionamento do marketing de conteúdo, primeiro devemos concordar com uma definição.
O marketing de conteúdo tem como objetivo promover a informação de uma forma que seja interpretada facilmente por um público pré-definido, esteja ele online ou não, com o propósito de ampliar o envolvimento com a marca ou captar novos clientes.
O componente principal do marketing de conteúdo é o conteúdo e ele pode ser apresentado em diversos suportes: redes sociais, blogs, e-mails, revistas impressas, vídeos, infográficos, ebooks, webinars e outras plataformas.

### Descobrir quem vai liderar a estratégia do marketing de conteúdo[14]
Um projeto bem estruturado de marketing de conteúdo passa por algumas fases bem importantes: planejamento do conteúdo, produção do material em texto ou audiovisual e publicação final. Seja impresso ou digital, este fluxo seguido com qualidade vai garantir que o conteúdo original produzido alcance o seu objetivo inicial.
Setores como educação, turismo e nutrição estão bem evoluídos na abordagem de marketing de conteúdo online, outros segmentos da economia ainda caminham devagar neste universo.

#### Redator
Os candidatos devem ter uma habilidade e amor por escrever e uma compreensão abrangente da indústria que atua. O Redator (também chamado de Redator Freelancer, Redator Web, produtor de conteúdo, ou simplesmente de blogueiro) deverá manter e desenvolver a voz da empresa em todo o conteúdo do blog.
Responsabilidades:
- Escrever vários tipos de artigos em uma ampla gama de tópicos para o blog da empresa.
- Fornecer feedback para outros contribuidores e editar o conteúdo de outros escritores.
- Otimizar o conteúdo para motores de busca (conteúdos para estratégias de SEO) e geração de leads.
- Realização de projetos analíticos para melhorar as estratégias / táticas do blog.
- Aumentar o número de assinantes do blog expandindo o alcance geral do blog.

Requisitos:
Para uma pessoa começar como Redator Freelancer é muito importante que ela siga as características a seguir[carece de fontes?].
- Uma paixão e uma forte compreensão da indústria e da missão da empresa.
- Habilidades excepcionais de escrita e edição, bem como a capacidade de adotar o estilo, o tom e a voz dos vários tipos de conteúdo da empresa.
- Uma mente analítica e interesse em usar dados para otimizar / dimensionar estratégias de marketing do blog e táticas.
- Excelentes habilidades organizacionais para trabalhar de forma independente e gerenciar projetos com muitas partes móveis.
- 2-3 anos de experiência em marketing e criação de conteúdo.

#### Criador de conteúdo rico
Um criador de conteúdo prolífico e talentoso para escrever e produzir vários projetos de conteúdo regularmente, para expandir, a consciência dos leads, os assinantes e as ligações digitais da empresa. Este papel requer um alto nível de criatividade, atenção aos detalhes e habilidades de gerenciamento de projetos.
Responsabilidades:
- Criação de 1-2 recursos gratuitos por mês para conduzir leads, assinantes, para conscientização e / ou outras métricas importantes (exemplos incluem ebooks, whitepapers, infograficos, guias, etc.).
- Blogar de forma contínua em apoio de seus outros projetos e atrair visitantes do site através da busca orgânica, através das redes sociais e dos assinantes de e-mail.
- Aumentar base de assinantes, fornecendo-lhes conteúdo regular e útil que esteja em sintonia com suas necessidades.
- Colaborar com designers, marketing de produtos, vendas e influentes externos e especialistas da indústria para produzir conteúdo relevante que atende as necessidades dos principais interessados e do público alvo da empresa (persona).

Requisitos:
- Formação acadêmica na área ou experiência de trabalho equivalente.
- Experiência passada produzindo conteúdo para a web especificamente, bem como conhecimento específico dos canais (blog, SlideShare, Facebook, Twitter, etc.).
- Experiência passada de criação de audiências online ou off-line.
- Uma abordagem dupla: deve ser altamente criativo e excelente escritor, mas também pode ser orientado por processos, pensar em escala e confiar em dados para tomar decisões.

#### Gerente de mídia social
Um gerente de mídia social irá desenvolver os seguidores, envolvê-los e mantê-los atualizados, e ajudá-los a convertê-los em clientes potenciais, fãs ativos e promotores da empresa. Deve ter conhecimento das melhores práticas e tendências no marketing de redes sociais, desfrutar de ser criativo e entender como construir e converter um público digital.
Responsabilidades:
- Criar e gerenciar perfis e a presença da empresa nas redes sociais, incluindo Facebook, Twitter, LinkedIn, Google+, Pinterest e canais potencialmente adicionais (Snapchat, Instagram, Vine, etc.).
- Criar conteúdo compartilhável apropriado para redes específicas.
- Ouvir e envolver em discussões sociais relevantes sobre a empresa, concorrentes e / ou indústria.
- Executar promoções e campanhas de mídias sociais regulares e avaliar seu sucesso, desde conversas do Twitter, até Hangouts do Google+ à conversas no LinkedIn.
- Trabalhar junto com outros empresas parceiras e produtores de conteúdo para ajudar a distribuir conteúdo que educa e entretém a audiência.
- Conduzir tráfego consistente e relevante e leads à partir da presença nas redes sociais.

Requisitos:
- Bacharelado ou experiência de trabalho equivalente.
- Presença pessoal ativa e bem-sucedida nas redes sociais, com o comando de cada rede e suas melhores práticas.
- Excelente comunicador e pensador criativo, com a capacidade de usar dados e intuição para tomar as decisões.

#### Especialista em SEO
Será o responsável por identificar e executar as oportunidades para indexar e melhorar o ranking do site da empresa dentro dos mecanismos de buscas, a exemplo: o Google. Também será responsável por cuidar do blog,  conteúdo escrito e o ranqueamento de palavras-chave.
Responsabilidades:
- Gerenciar o SEO on-page e off-page do site da empresa.
- Colaborar com os blogueiros para criar conteúdo de alta qualidade em termos importantes e relevantes.
- Gerenciar o desempenho do mecanismo de pesquisa orgânico definindo metas com base no tráfego, taxas de cliques e conversões.
- Manter-se atualizado com as últimas tendências e mudanças com o SEO dos principais motores de busca.
- Otimizar elementos do site como títulos, meta descrições, tags de cabeçalho, URLs amigáveis e conteúdo para melhorar a visibilidade nos mecanismos de busca.

Requisitos:
- Bacharelado ou experiência de trabalho equivalente.
- Conhecimento aprofundado do ranking de busca atual e fatores de otimização e atualizações de algoritmos.
- Proficiente em ferramentas de análise web e palavras-chave.
- Experiência com análise e otimização de SEO orientada a dados.
- Excelentes habilidades de comunicação escrita e oral.

#### Designer
Responsável pela criação e manutenção dos ativos de marketing e conteúdo criados para dar suporte ao produto e outros objetivos de marketing. Do conceito à execução, este candidato irá melhorar a experiência do usuário, trazendo vida à marca e mantendo-a consistente em todos os vários pontos de contato.
Responsabilidades:
- Ajudará a trazer novas ideias para o design e criação de conteúdo para a equipe usando sua experiência e atenção para um excelente design.
- Colaboração com os escritores de conteúdos ricos e posts curtos de forma a ajudar seu conteúdo a ganhar vida.
- Escalonar e criar modelos para que a equipe seja mais eficiente em suas postagens em mídias sociais, blog, e-mail e outros canais.
- Gerenciar outras necessidades de design, como apresentações, e-books,sites conforme necessário.

Requisitos:
- Bacharelado, tecnologia ou experiência de trabalho equivalente.
- Trabalho passado como designer interno ou em uma agência de marketing. (Apresentado amostras de trabalho para se candidatarem a esta posição).
- Experimente a criação de recursos que sejam móveis, de tablet e de ambiente de trabalho.
- Especialista em Adobe Creative Suite ou tecnologias similares.
- Conhecimento de HTML, CSS e JavaScript .

## História
Os exemplos abaixo demonstram o uso de conteúdo focado em aumentar o conhecimento das pessoas e criar uma maior reputação para marcas:
- 1895: a John Deere lançou a revista The Furrow, que desde então ensina fazendeiros a tornarem suas fazendas mais lucrativas. A revista circula até hoje em mais de 40 países e possui um público de aproximadamente 1,5 milhões de leitores.[15]
- 1900: a empresa de pneus Michelin criou o "Guia Michelin" que oferece dicas de manutenção veicular para motoristas.[16]
- 1904: a marca de geletinas Jell-O começou a distribuir seu guia de receitas porta a porta gratuitamente. O guia promovia o produto da empresa como um alimento versátil e que poderia acompanhar várias outras receitas, logo em 1906 a empresa atingiu US$ 1 milhão em vendas.[17]
- 1913: a consultoria Burns & McDonnell lançou em 1913 a revista BenchMark, voltada para engenheiros.[15]
- 1932: a Procter & Gamble lançou um programa de radionovelas com o nome de soap opera (algo como "ópera do sabonete" em português). O sucesso foi enorme. Para se ter uma ideia, até hoje as novelas estadunidenses são chamadas de soap opera.[15]
- 1954: no Brasil, a farmacêutica Tortuga, hoje pertencente à DSM, lançou o Noticiário Tortuga com informações para fazendeiros e veterinários.[15]
- 1987: a marca de brinquedos Lego lançou a revista Brick Kicks, hoje chamada de LEGO Magazine.[15]
- 2004: a Microsoft lançou o canal de vídeo online Channel 9 para se comunicar diretamente com programadores.[15]
- 2012: a Coca-Cola transformou seu site em uma revista digital. Contratou uma equipe de 40 redatores para publicar conteúdo baseado em curadoria.[15]

## Marcas reconhecidas
O principal evento de marketing de conteúdo no mundo é o Content Marketing World, realizado anualmente desde 2011 em Cleveland, nos Estados Unidos, sempre na primeira quinzena de setembro. Os diretores de marketing de marcas que se destacam são frequentemente convidados para atuar como keynotes (palestrantes principais), diante de uma plateia de 4 a 5 mil participantes. Nos últimos anos, essas marcas foram:
- Google (2012)[18]
- Coca-Cola (2013)[19]
- Kraft Foods (2014)[20]
- Marriott (2015)[21]
- LEGO (2016)[22]

## Marketing de conteúdo no Brasil
É possível que, assim como em outros lugares do mundo, o marketing de conteúdo tenha começado de forma empírica no Brasil há muitas décadas. No entanto, o registro mais antigo dessa atividade é datado de 1954, quando a farmacêutica Tortuga, hoje pertencente à DSM, lançou o Noticiário Tortuga.
Em 2015, a agência brasileira New Content, que publica revistas customizadas para marcas como TAM e O Boticário, foi eleita a melhor agência de content marketing do mundo no Content Marketing Awards.

### Estudos
Em 2014, o Content Marketing Institute estendeu para o Brasil o estudo Content Marketing no Brasil – Benchmarks, Orçamentos e Tendências, realizado a cada dois anos no País. Em 2015, foi feito o Primeiro Estudo de Content Marketing da América Latina, com os primeiros dados concretos sobre como as empresas trabalham a estratégia na região. O relatório mostrou que 98% usavam o Marketing de Conteúdo para promover seus produtos e que 56% das empresas entrevistadas preferem as redes sociais como meio para fazer suas divulgações. Em 2016, foram feitos estudos comparativos realizados no sul do país sobre marketing digital.

### Premiações
Em 2015, o evento Digitalks criou a categoria "content marketing" para premiar os melhores profissionais de marketing de conteúdo do ano no Brasil. Por votação popular, os eleitos foram:
- 2015: Cassio Politi, da Tracto Content Marketing.
- 2016: Bruno Belardo, do BuzzFeed Brasil.
- 2017: Flavia Gamonar, consultora.[27]

## Tendência
Partindo da premissa de que marketing de conteúdo se baseia no desenvolvimento de um público fiel, uma nova tendência começa a ser discutida no mercado internacional. Marcas que de fato conseguem criar públicos fiéis podem vislumbrar novas formas de gerar receitas. Esse é o propósito central do livro "Killing Marketing", lançado em setembro de 2017 pelos estadunideneses Joe Pulizzi e Robert Rose, fundador e diretor do Content Marketing Institute.
Os autores propõem, uma nova abordagem para o marketing de conteúdo, na qual os departamentos de marketing deixam de ser um mero suporte para vendas e se transformem em geradores de receita. Embora poucas empresas até agora tenham conseguido atuar dessa maneira — como Lego, Red Bull e Disney —, o livro prevê que o modelo de negócios de empresas de mídia, produtos e serviços seja hoje muito parecido. Isso significa que empresas de mídia possam vender produtos ou serviços, bem como empresas de produtos ou serviços possam monetizar seus públicos. Joe Pulizzi, um dos autores, explicou o propósito apresentado no livro da seguinte maneira:
“O ponto de partida é inédito para nós, pois trata de um tema sobre o qual nunca escrevemos antes. O livro apresenta um modelo de negócios. O foco é a seguinte questão: content marketing e a construção de públicos podem de fato ser um novo modelo de negócios? De fato, esse modelo proposto enxerga o marketing como uma área geradora de lucro."